# Leucopleura ciarana
Leucopleura ciarana là một loài bướm đêm thuộc phân họ Arctiinae, họ Erebidae.